# Friedrichsfelde (metropolitana di Berlino)
Friedrichsfelde è una stazione della metropolitana di Berlino, sulla linea U5.